# Carleton Hobbs
Carleton Percy Hobbs (18 de junio de 1898 – 31 de julio de 1978) fue actor radiofónico, cinematográfico y televisivo de nacionalidad británica. Interpretó a Sherlock Holmes en 80 adaptaciones radiofónicas entre 1952 y 1969, y también protagonizó la adaptación a la radio de la obra de Evelyn Waugh Sword of Honour.

## Biografía
Hobbs nació en Farnborough, Inglaterra, en el seno de una familia de militares, sirviendo él mismo en la Primera Guerra Mundial. Cursó estudios en la Royal Academy of Dramatic Art y trabajó en teatros de Londres en la década de 1920, pero en la siguiente se especializó en la actuación radiofónica. Su primera actuación en la radio tuvo lugar en 1925 con el papel de Hastings en She Stoops to Conquer, pieza en la cual Marlow era encarnado por Henry Oscar, actor con una gran experiencia radiofónica. 
Durante la mayor parte de su carrera en las ondas, Hobbs trabajó por cuenta propia, con la excepción del período de la Segunda Guerra Mundial, cuando la BBC formó su original Compañía Dramática de Repertorio, con la capacidad de salir de Londres y trabajar sin la amenaza de los bombardeos. También pertenecía a dicha compañía el futuro Dr. Watson Norman Shelley. Hobbo – como todo el mundo le llamaba – había interpretado al Dr. John H. Watson antes que a Holmes en una adaptación de El misterio del valle Boscombe en la que Arthur Wontner era el detective.
Su propio Holmes fue una actuación familiar tras la guerra, al principio en la programación infantil, y posteriormente en la general. A pesar de la voz acidulada de Hobbs y su mordacidad y sarcasmos ocasionales, su actuación como el gran detective actualmente aparece como paternalista – quizás debido a su joven público original – si se compara con posteriores interpretaciones del personaje.
Aparte de Holmes, raramente hizo primeros papeles, a excepción del personaje titular El rey Juan y de Hieronimo en La tragedia española.
Como artista regular en Children's Hour, usualmente en el espacio "For Older Listeners", él interpretó muchos de los papeles de las historias de "Alice". Una de sus caracterizaciones más llamativas fue la del personaje de Rudyard Kipling El gato que caminaba solo.
Otra voz "no humana", en drama para adultos, fue su lagarto en la obra de Henry Reed The Streets of Pompeii. Le encantaba participar en las obras de Reed "Hilda Tablet". También interpretaba a hombres simples como el Mayor Liconda en la pieza de William Somerset Maugham The Sacred Flame, y podía transmitir gran vulnerabilidad como cuando era Adam en Como gustéis, emitida tanto en la radio como en disco.
Hobbs hizo mucho trabajo televisivo, y a menudo interpretó a jueces, como fue el caso de Pennies From Heaven. Otros de los programas en los que actuó fueron Lord Peter Wimsey, A Life of Bliss, y Yo, Claudio.
Hasta cierto punto sorprendente, aunque indicador de su versatilidad, Hobbs trabajó en la producción teatral original representada en Londres de la obra de John Osborne Luther. Era un gran lector de versos, y su impecable francés le dio una gran ventaja, especialmente en muchas emisiones de Radio Tres. Uno de sus últimos papeles radiofónicos fue el de Robert Shallow en la pieza de William Shakespeare Enrique IV, Parte 2.
Carleton Hobbs se casó en 1934 con Gwladys M. Mathews, y falleció en Londres, Inglaterra, en 1978.